# 雨果·施邁瑟
雨果·施邁瑟（Hugo Schmeisser，1884年9月24日—1953年9月12日）是20世紀德國步兵武器的武器設計師。
施邁瑟出生於圖林根州的耶拿。他的父親路易斯·施邁瑟（Louis Schmeisser，1848–1917）是歐洲最著名的武器設計師之一。雨果·施邁瑟的一生與工作主要在圖林根州的蘇爾這座武器製造城市中度過。

## 第一次世界大戰期間
西奧多·貝爾格曼（Theodor Bergmann）的衝鋒槍與其名聲和第一次世界大戰前的武器生產密切相關。施邁瑟在貝爾格曼公司接受了基礎的武器技術訓練，當時該公司正在研究7.63毫米和9毫米機槍彈藥。由於他在機槍技術方面的專業知識至關重要，施邁瑟在第一次世界大戰期間留在蘇爾。 

## 第二次世界大戰期間
《凡爾賽條約》（1919年6月28日）對德國的軍備生產進行了嚴格限制，禁止發展重機槍，但允許全自動手槍或衝鋒槍作為警察的適用武器。這標誌著施邁瑟家族與貝爾格曼公司長達30年的合作關係終結，因為生產許可權被授予外國武器製造商。儘管如此，雨果·施邁瑟仍決定繼續從事武器研發。他與其兄漢斯·施邁瑟（Hans Schmeisser）在蘇爾成立了奧哈默科赫工業及公司（德語：Industriewerk Auhammer Koch und Co，簡稱：奧哈默）。
然而，由於第一次世界大戰剛剛結束，軍火需求有限，再加上《凡爾賽條約》的限制，公司前景不明朗。但施邁瑟不願屈服於條約，他繼續秘密研發自動武器。此時，他的公司開始與蘇爾的海內爾武器與自行車工廠（德語：C. G. Haenel Waffen- u. Fahrradfabrik Suhl，簡稱：海內爾）展開合作，開啟了長達20年的夥伴關係。
為了保護自己的專利，施邁瑟於1922年夏天成立了另一家公司，命名為施邁瑟兄弟公司（Brothers Schmeisser）。這一精明的策略能夠確保即使奧哈默破產，他的專利仍然能夠得到保護。為了防止雙方公司資金斷裂，奧哈默與海內爾進行了合併，由海內爾全權負責奧哈默的業務與財務問題，並由施邁瑟的律師團隊促成交易，這些律師也成為公司活躍的股東。
不久後，人們發現《凡爾賽條約》並未真正阻礙自動武器的發展，反而在某些方面加速了創新。1920年代，施邁瑟研發了 MP28 衝鋒槍，該武器被德國警方廣泛使用。此外，比利時的 Bayard 公司與施邁瑟簽訂協議，生產並銷售武器至南非和西班牙等國家。值得注意的是，這些武器在10年後的西班牙內戰中被投入使用。
儘管施邁瑟在武器研發方面取得了成功，但他的公司經常面臨破產的邊緣。
當納粹於1933年掌權時，蘇爾（Suhl）和采拉-梅利斯（Zella-Mehlis）的十家武器研發企業合併，成立了「聯合蘇爾-采拉梅利斯軍火製造商」（United Suhl-Zella Mehlis Armament Makers）。這個中央管理機構的成立旨在協調軍火生產以滿足德國陸軍的需求，並使施邁瑟有機會結識飛行員恩斯特·烏德特（Ernst Udet），後者是赫爾曼·戈林（Hermann Göring）在德國空軍的副手。施邁瑟在軍事生產決策中發揮了直接作用，並且經常影響阿道夫·希特勒與戈林的決策。
1935年後，海內爾的武器生產大幅增長。然而，儘管許多工程師與技術設計師對此有所不滿，施邁瑟兄弟依然堅持執行專利權費用政策並管理公司資金。
貝爾托·蓋佩爾（Berthold Geipel）在海因里希·福爾默（Heinrich Vollmer）設計的EMP（Erma Maschinenpistole）基礎上開發了MP36。首席設計師福爾默對Erma MP-36的基本結構進行了修改，並由此發展出了二戰期間著名的德國衝鋒槍——MP38與MP40。
這些武器共生產了約120萬支，並且是最早使用壓鑄零件、金屬沖壓工藝和全機械化裝配生產的武器之一。這種生產方式徹底革新了武器製造，使得生產速度達到了前所未有的水準。由於這些武器採用了施邁瑟所專利的直型彈匣，它們在國際上被廣泛稱為「施邁瑟衝鋒槍」（Schmeisser MP），儘管施邁瑟並非其主要設計者。 
施邁瑟最重要的研發工作自1938年開始進行。他設計了一款新型自動武器，使用縮短的7.92毫米彈藥，這使得資源得以更有效利用，同時提升了生產效率。該武器最初被命名為 Mkb 42，後來更名為 MP-43，並成為最早的突擊步槍之一。
到1943年，已有1萬支MP-43投入前線使用。然而，希特勒最初對這款新武器抱持神秘的反對態度，一度下令停止生產。直到1944年，在部隊測試證明了其作戰效能後，希特勒才批准該槍的大規模生產，並進一步推動對改進型 MP-44 的研發。
1944年4月，這款武器被正式命名為 Sturmgewehr 44（StG 44）。StG 44 可說是施邁瑟最重要的武器發明，對後世槍械發展影響深遠。 

## 第二次世界大戰后
1945年4月3日，美軍開始佔領蘇爾市。此時，武器製造被禁止。雨果·施邁瑟與他的兄弟漢斯被美國和英國的秘密服務武器專家小組進行了數周的審問。
1945年6月底，美軍撤離了蘇爾及整個圖林根州。一個月後，紅軍接管了該地區，並啟動了一個民用工程項目，專門為蘇聯製造武器。到1945年8月，紅軍已經從現有的組裝零件中組裝了50支StG 44，並開始對其設計進行檢查。作為研究的一部分，蘇聯沒收了10,785頁的技術設計圖紙。
施邁瑟是16名德國人之一，他們在第74工廠（後稱：伊日馬什，Izhmash / Izhmekh）成立了特別部門「第58號部門」。施邁瑟被任命為該小組的五名設計師之一，與來自格羅斯福斯公司的庫爾特·霍恩（Kurt Horn）和維爾納·格魯納（Werner Gruner），以及來自古斯特洛夫公司的奧斯卡·申克（Oscar Schink）共同工作。部門正式領導人是來自古斯特洛夫公司的卡爾·巴尼茨基（Karl Barnitzke）。
有些證據表明施邁瑟對蘇聯人並不合作；他在這些設計師中收到了蘇聯處理者最為負面的評價。在蘇聯的評價中，施邁瑟被描述為一位「實用的人」，但每當他面臨設計問題時，由於缺乏正式的訓練，他的不足之處便顯露無疑。
施邁瑟在伊熱夫斯克工作直到1952年，當時他和其他德國專家一同返回德國。他在蘇聯的逗留時間比其他武器專家多了半年的時間，這一變動是臨時決定的。最終，他於1952年6月9日回到家鄉。施邁瑟於1953年9月12日去世，並被安葬在蘇爾市。為紀念他去世50周年，蘇爾市舉行了紀念儀式，因為他被認為是20世紀最重要的步兵武器技術設計師之一。
關於雨果·施邁瑟參與設計和開發卡拉什尼科夫 AK-47 步槍的理論存在一定的爭議，這一理論主要是基於 AK-47 與 Sturmgewehr 44 在外觀上的相似性。 然而，有兩個主要原因表明這一理論可能不正確：
首先，AK-47 的設計以及其首個實驗樣品的製造是在科夫羅夫的第2工廠進行的，這同時也是瓦西里·德格季亞里奧夫（Vasiliy Degtyaryov）設計局所在的工廠。 卡拉什尼科夫直到1948年才移至伊熱夫斯克，當時才開始為部隊試用訂製 AK-47。
其次，當 AK 的生產於1949年從第524工廠轉移到第74工廠時，官方命令明確禁止德國工程師接觸包括 AK 在內的機密設計。 然而，蘇聯並沒有義務向施邁瑟透露他被雇佣完成的工作具體目的。

## 設計
儘管MP-40衝鋒槍有時被稱為「施邁瑟」，但施邁瑟並未參與其設計和開發，儘管他確實擁有該衝鋒槍彈匣的專利。
- Bergmann Nr. 7 mod. 1903 Mars 手槍：外觀類似毛瑟 C96，總共生產了約16,000支，由Bergmann公司和Anciens Etablissements Pieper（授權生產）共同製造，主要使用9mm Largo口徑。[7]Hogg, Ian; Walter, John (29 August 2004). Pistols of the World. David & Charles. p. 42. ISBN 0-87349-460-1.</ref>
- Bergmann MG 15nA 輕機槍：根據第一次世界大戰標準，重量為12.9公斤，總共製造了約5,000支，主要在戰爭結束時生產。[7]
- Bergmann MP 18：約生產17,000支，未計算各種克隆和近似版本。[10]
- Haenel Schmeisser mod. I 口袋手槍：使用6.35mm口徑，基於兩項施邁瑟的專利，生產了約40,000支。[11]
- Haenel mod. 1928 空氣手槍：外觀類似帕拉貝魯姆 P08，約售出25,000支。[12]
- MP 28衝鋒槍 [10]
- Haenel mod. 33 Junior：一款類似Kar98的氣步槍。 [12]
- MP 41衝鋒槍：約生產26,500支，主要出口到納粹德國的盟國。[5]Peterson, Phillip (18 October 2013). Standard Catalog of Military Firearms: The Collector's Price and Reference Guide. Iola, Wisconsin: Krause Publications. pp. 152–154. ISBN 978-1-4402-3692-1.</ref>
- MkB 42(H) [5]
- MP 43/1
- StG 44突擊步槍 (前身为 MP 43、MP 44) [5]
- StG 45(H)：新型滾動延遲設計；其中一個原型在阿伯丁試驗場進行測試。